# 2-Chlorbutan
2-Chlorbutan ist eine chemische Verbindung aus der Gruppe der aliphatischen, gesättigten Halogenkohlenwasserstoffe und organischen Chlorverbindungen.

## Isomere
2-Chlorbutan tritt in zwei stereoisomeren Formen, (S)-2-Chlorbutan und (R)-2-Chlorbutan, auf.
| Isomere von 2-Chlorbutan |                       |                  |
| Name                     | (S)-2-Chlorbutan      | (R)-2-Chlorbutan |
| Andere Namen             | (+)-2-Chlorbutan      | (−)-2-Chlorbutan |
| Strukturformel           |                       |                  |
| CAS-Nummer               | 22156-91-8            | 22157-31-9       |
| CAS-Nummer               | 78-86-4 (unspez.)     |                  |
| EG-Nummer                | –                     | –                |
| EG-Nummer                | 201-151-7 (unspez.)   |                  |
| ECHA-Infocard            | –                     | –                |
| ECHA-Infocard            | 100.001.047 (unspez.) |                  |
| PubChem                  | 637146                | 23616278         |
| PubChem                  | 6563 (unspez.)        |                  |
| Wikidata                 | Q27268124             | Q27279245        |
| Wikidata                 | Q209347 (unspez.)     |                  |

 Neben den beiden Stereoisomeren existiert auch das Positionsisomer 1-Chlorbutan und das Skelettisomer tert-Butylchlorid.

## Gewinnung und Darstellung
2-Chlorbutan kann durch Reaktion von 2-Butanol und Salzsäure (auch zusätzlich mit Zinkchlorid) oder durch Reaktion von 2-Buten mit Salzsäure hergestellt werden.
Eine technische Synthese erfolgt durch thermische Chlorierung von Butan über Aluminiumoxid bei 200 °C. Hierbei entsteht in gleichem Maße 1-Chlorbutan und in geringen Anteilen Dichlorbutane. Diese Synthese gelingt auch photochemisch bei 15–20 °C, wobei die Produktverteilung ähnlich ist. Eine weitere Möglichkeit ist die Umsetzung von 2-Butanol mit Chlorwasserstoff bei 100 °C.

## Verwendung
2-Chlorbutan wird als Zwischenprodukt für die Synthese von Duftstoffen, Pestiziden, Arzneistoffen und anderen Chemikalien verwendet.

## Sicherheitshinweise
Die Dämpfe von 2-Chlorbutan können mit Luft ein explosionsfähiges Gemisch (Flammpunkt ca. −21 °C, Zündtemperatur 460 °C) bilden.